# Durolevum
Durolevum fu un insediamento della Britannia romana, posto lungo la Watling Street.
La sola citazione antica è presente nell'Itinerarium Antonini, dove è ricordato nel tratto che univa Rutupiae (Richborough) a Londinium (Londra), ad una distanza di 13 miglia da Durobrivae (Rochester) e di 12 miglia da Durovernum Cantiacorum (Canterbury).

## Ubicazione
Si ritiene che Durolevum fosse ubicata presso l'odierna Ospringe nel Kent a seguito della scoperta fatta negli anni 1920-23 di una necropoli romana e successivamente di altri reperti di età romana tra la Judd's Hill e la Beacon Hill, anche se però l'identificazione non è ancora definitiva.
Un altro sito inizialmente ipotizzato per l'identificazione con Durolevum è Newington, circa 10 km a nordovest di Ospringe, ma oggi si tende a escludere questa identificazione.
Si ritiene possibile che la stazione di posta, cui le distanze nell'Itinerario II si riferiscono e che non è ancora stata identificata, fosse localizzata lungo la Watling Street leggermente a nordovest dell'insediamento.

## Rinvenimenti
A nordovest di Ospringe, poco a nord della Watling Street, nel 1967-69, si rinvennero i resti di una struttura che era stata incorporata in una chiesa medievale, la Chapel at Stone: gli scavi hanno permesso di identificare un edificio di età romana che misurava 6,1 x 5,8 m, con muri con contrafforti, un pavimento in opus signinum, decorazioni in stucco e pareti affrescate. Gli archeologi ipotizzarono che la struttura fsse stata utilizzata verso il IV secolo come tempio.
Negli anni venti del XX secolo, invece, era stata rinvenuta una necropoli romana (suddivisa in due differenti siti collocati a circa 400 m e 800 m a est del sito probabile dell'insediamento), della quale furono scavate 387 tombe sia a incinerazione sia a inumazione, datate per lo più al II e III secolo d.C. (alcune tombe sono databili anche al IV secolo).